# Кліо (Мічиган)
Кліо (англ. Clio) — місто (англ. city) в США, в окрузі Дженесі штату Мічиган. Населення — 2525 осіб (2020).

## Географія
Кліо розташоване за координатами 43°10′37″ пн. ш. 83°44′8″ зх. д. / 43.17694° пн. ш. 83.73556° зх. д. (43.176951, -83.735633).  За даними Бюро перепису населення США в 2010 році місто мало площу 2,91 км², з яких 2,88 км² — суходіл та 0,03 км² — водойми.

## Демографія
Згідно з переписом 2010 року, у місті мешкало 2646 осіб у 1196 домогосподарствах у складі 654 родин. Густота населення становила 910 осіб/км².  Було 1336 помешкань (459/км²).
Расовий склад населення:
| - 95,2 % — білих - 1,1 % — чорних або афроамериканців - 0,6 % — корінних американців - 0,2 % — азіатів |

До двох чи більше рас належало 2,1 %. Частка іспаномовних становила 3,2 % від усіх жителів.
За віковим діапазоном населення розподілялося таким чином: 24,3 % — особи молодші 18 років, 60,2 % — особи у віці 18—64 років, 15,5 % — особи у віці 65 років та старші. Медіана віку мешканця становила 35,7 року. На 100 осіб жіночої статі у місті припадало 89,3 чоловіків;  на 100 жінок у віці від 18 років та старших — 84,5 чоловіків також старших 18 років.
Середній дохід на одне домашнє господарство  становив 37 323 долари США (медіана — 33 307), а середній дохід на одну сім'ю — 43 628 доларів (медіана — 38 438). Медіана доходів становила 44 813 долари для чоловіків та 33 456 доларів для жінок. За межею бідності перебувало 19,3 % осіб, у тому числі 28,9 % дітей у віці до 18 років та 13,1 % осіб у віці 65 років та старших.
Цивільне працевлаштоване населення становило 897 осіб. Основні галузі зайнятості: освіта, охорона здоров'я та соціальна допомога — 29,4 %, роздрібна торгівля — 17,9 %, виробництво — 16,7 %.